# Trichocerca tigris
Trichocerca tigris är en hjuldjursart som först beskrevs av Müller 1786.  Trichocerca tigris ingår i släktet Trichocerca och familjen Trichocercidae. Arten är reproducerande i Sverige. Inga underarter finns listade i Catalogue of Life.